# غوردون بولوك
غوردون بولوك (بالإنجليزية: Gordon Bulloch)‏ هو لاعب اتحاد الرغبي بريطاني، ولد في 26 مارس 1975 في غلاسكو في المملكة المتحدة.

## وصلات خارجية
- غوردون بولوك على موقع دوري الرغبي الممتاز (الإنجليزية)
- غوردون بولوك عل موقع إسبنسكروم (الإنجليزية)
- غوردون بولوك على موقع ItsRugby.co.uk (الإنجليزية)